# Mas de la Pubilla
Mas de la Pubilla és una obra del poble de Monnars, al municipi de Tarragona, situada vora la urbanització d'Entrepins i protegida com a Bé Cultural d'Interès Local.

## Descripció
Mas gran amb l'habitual diversificació de volums. Presenta planta baixa i dos pisos, amb teulada a dos aigües. Molt reformat, probablement un estudi a fons detectaria un origen anterior al datat.